# Залізничний транспорт Косова

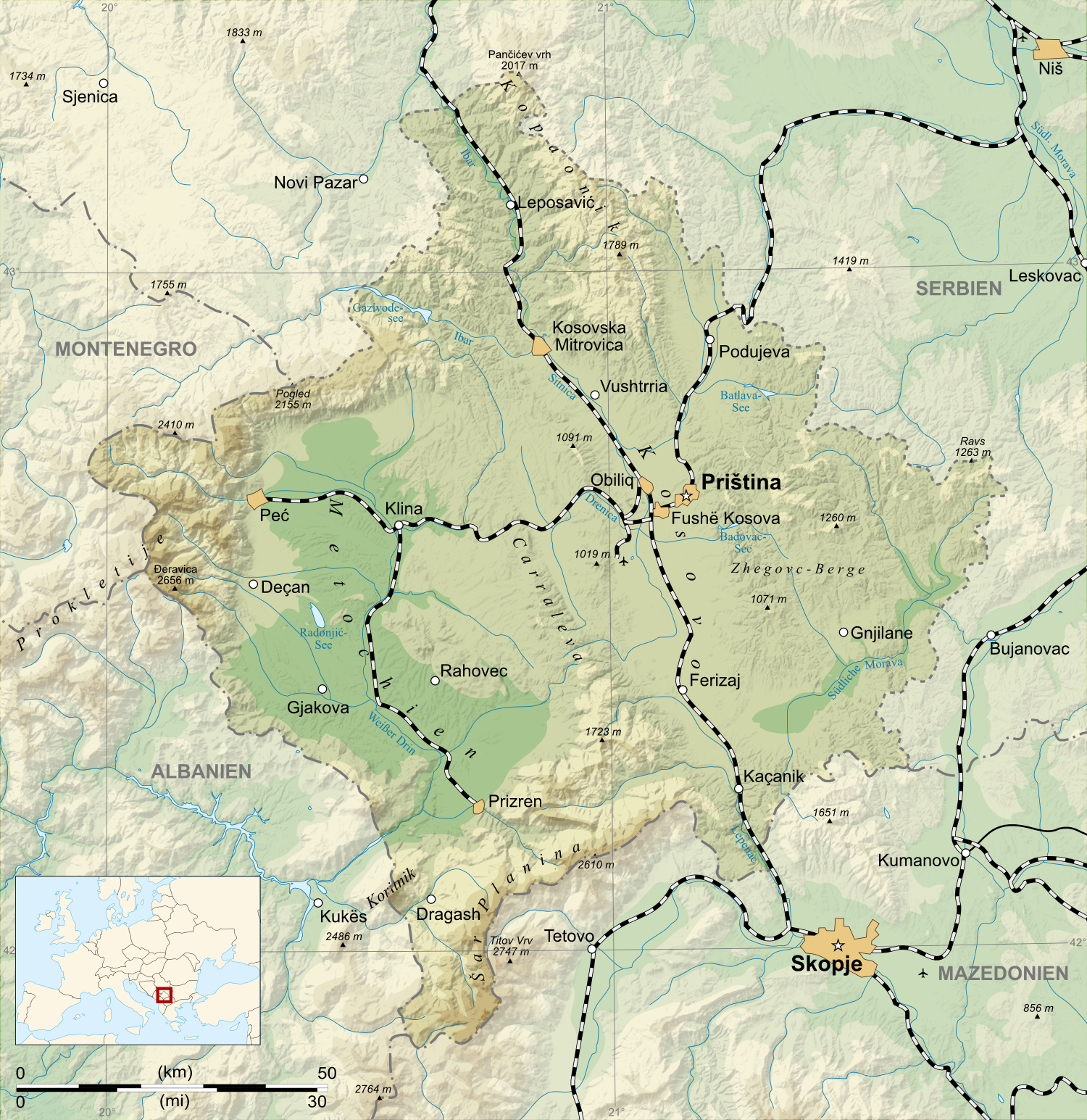
Залізничні мережі Косівського Краю

Залізничний транспорт Косова є важливою складовою частиною транспортної системи краю. Загальна довжина залізниць у Косові становить 333 км. Стандартна європейська колія шириною 1435 мм. Частково визнана Республіка Косово розглядає залізниці як власність державного сектора. Оператором косовських залізниць є компанія Trainkos.

## Історія
На території краю Косово і Метрохія перша залізнична лінія була прокладена в 1874 році, вона пройшла від міста Дженерал-Янкович до Косова Поля і Мітровиці. Це було початком розвитку залізничної мережі навколо Косова, і мало важливе значення для економіки регіону. У 1934 році будівництво цієї лінії продовжилося в різних напрямках. Були побудовані гілки Мітровиця — Лешак, у 1934 році Косове-Поле — Приштина, у 1936 році Косово-Поле — Печ, 1949 року Приштина — Подуєво — Ливадіца, а у 1963 році Кліна — Прізрен.
До 1990-х років обслуговуванням залізничної мережі краю займалися Югославські залізниці.
У 2008 році Сербські залізниці відновили деякі з своїх маршрутів на півночі регіону Косово.

## Сучасний стан
На 2014 рік залізниці покривають значну частину території Косова, за винятком двох міст — Г'їлані і Джяковіца. Існують плани будівництва залізничної гілки до Албанії.
На залізницях Косова працюють дизель-електричні локомотиви. Залізничний транспорт відіграє важливу роль у перевезенні туристів.
Внутрішні перевезення Косова мають такий графік: поїзди щоденно курсують між містами Печ і Приштина, Косово-Поле і Дженерал-Янкович, Косово-Поле і Грачаниця. Що стосується міжнародних перевезень, один раз на день швидкий поїзд ходить з Приштини до Скоп'є і назад.

## Статистика
| Рік  | Перевезено пасажирів | Прибуток в євро |
| ---- | -------------------- | --------------- |
| 2013 | 276 852              | 179,515         |
| 2012 | 267 901              | 171 943         |
| 2011 | 279 330              | 193 593         |
| 2010 | 281 650              | 184 972         |

| Рік  | Перевезено тонн вантажів (нетто) | Прибуток у євро |
| ---- | -------------------------------- | --------------- |
| 2013 | 778 134                          | 2 332 274       |
| 2012 | 488,539                          | 1 601 675       |
| 2011 | 748 667                          | 2 450 434       |
| 2010 | 877 332                          | 2 864 370       |